# Игумнов, Сергей Николаевич
Серге́й Никола́евич Игу́мнов (8 [20] октября 1864, город Лебедянь, Тамбовская губерния — 25 октября 1942, Харьков, УССР) — русский и советский санитарный врач, историк земской медицины, поэт.

## Биография
Родился в семье купца; старший брат композитора Константина Игумнова.
Закончил медицинский факультет Московского университета (учился в 1884—1889 годах). После окончания университета 10 лет работал земским врачом в Лебедянском уезде. В 1890—1892 годах принимал участие в борьбе с эпидемиями холеры, тифа, с голодом.
Позже работал санитарным врачом в Московской и Херсонской губерниях.
С 1904 года жил в Харькове. Работал заведующим санитарным бюро губернского земства. В 1908—1913 годах преподавал в фельдшерской школе. В 1921 году Игумнова избрали профессором Института народного хозяйства, где он читал курс санитарной статистики.
В 1911 и 1915 годах в Харькове вышли два поэтических сборника Игумнова — «Стихи».
Работы Игумнова посвящены эпидемиологии и демографии, а также санитарному делу. Обобщил и развил передовые идеи земской медицины. Опубликовал ряд публицистических статей, в основном про положение земской медицины в России. Был также историком земской медицины:
- Игумнов С. Очерки развития земской медицины в губерниях, вошедших в состав УССР, в Бессарабии и в Крыму. — Киев, 1940.
- Ігумнов С. Нарис розвитку земської медицини в Україні // Матеріали до історії розвитку охорони здоров’я на Україні. — Київ, 1957.

## Семья
- Жена С. Н. Игумнова — Ольга Львовна, урождённая Гельфрейх и уроженка Ельца.

- Дочь С. Н. Игумнова — Татьяна Сергеевна Игумнова, (1892—1983), советская писательница (романы «Шаги времени», «Маркизетовый поход» и др.)